# Parc Nacional de Magoe
El Parc Nacional de Magoe és una àrea protegida de la província de Tete, Moçambic. El parc fou proclamat en octubre de 2013.

## Localització
El parc té una àrea de 3500 km² i està situat als marges meridionals del gran embassament de Cahora Bassa.